# Carriera diplomatica (Italia)

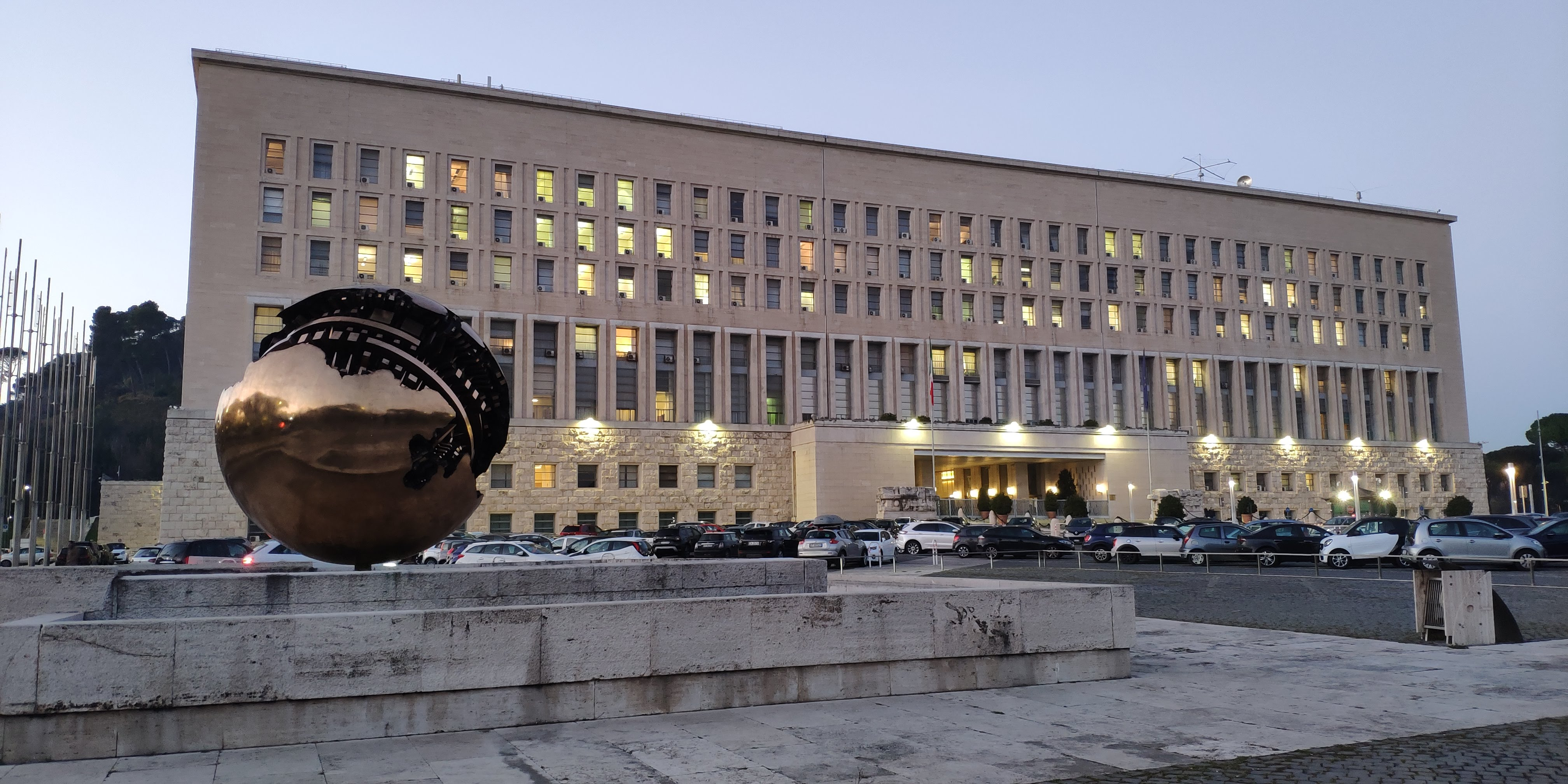
Il Ministero degli Affari Esteri a Roma.

La carriera diplomatica in Italia è il percorso professionale previsto per il personale diplomatico del Ministero degli Affari Esteri.

## Storia
Il personale della carriera diplomatica è disciplinato dal DPR del 5 gennaio 1967, n. 18, che ha subito alcune modifiche sostanziali in due occasioni, nel 1998 e nel 2000. La prima riforma, avvenuta con il D.Lgs. 27 febbraio 1998, n. 62, ha riordinato la carriera con alcuni cambiamenti sulla retribuzione durante il servizio in Italia; in seguito alcune modifiche sono avvenute con il D.Lgs. 24 marzo 2000, n. 85, a proposito della nuova classificazione del personale e il suo inquadramento giuridico, in particolare semplificando i gradi della carriera.

## Funzioni
La diplomazia costituisce una carriera speciale nell'ambito della pubblica amministrazione, alla quale si accede esclusivamente per concorso. Negli ultimi decenni, l'evoluzione della professione ha permesso ai diplomatici, ed alla Pubblica amministrazione più in generale, di poter usufruire dell'esperienza e della versatilità della professione per supportare altre Amministrazioni dello Stato o aziende private nel migliorare la capacità di proiezione esterna. Normalmente tale attività si realizza attraverso il distacco di un funzionario del Ministero degli esteri, il quale svolge la funzione di consigliere diplomatico.

## Carriera

### Ammissione: il concorso diplomatico
Alla carriera diplomatica si accede esclusivamente attraverso un concorso pubblico per titoli ed esami, bandito generalmente con scadenza annuale. È richiesta una laurea magistrale in determinate classi di laurea in Scienze Politiche, Giurisprudenza o Economia. I candidati non devono aver superato i 35 anni di età (con alcune eccezioni), devono avere idoneità psico-fisica e devono godere dei diritti politici. La prova di ammissione consiste in un test a risposta multipla, in cinque prove scritte ed un colloquio orale su uno specifico programma riguardante soprattutto la storia delle relazioni internazionali, il diritto internazionale e dell'Unione europea, la politica economica. È obbligatoria la conoscenza della lingua inglese e di una seconda lingua a scelta tra francese, spagnolo e tedesco.

### Progressione nei gradi
La progressione di carriera si sviluppa nei gradi riportati nella seguente tabella, per accedere ai quali sono necessari i requisiti di permanenza in ruolo, di seguito indicati.
| Gradi                     | Funzioni | Durata            | Incarichi |
| ------------------------- | --- | ----------------- | --- |
| Ambasciatore              | - Capo di rappresentanza diplomatica |                   | - Assegnazione all'estero o al Ministero |
| Ministro plenipotenziario | - Capo di rappresentanza diplomatica - Ministro presso rappresentanza diplomatica - Ministro consigliere presso rappresentanza diplomatica - Capo di consolato generale di 1ª classe - Capo di consolato generale | 6 anni            | - Assegnazione all'estero o al Ministero |
| Consigliere di ambasciata | - Primo consigliere presso rappresentanza diplomatica - Capo di consolato generale - Console generale aggiunto presso consolato generale di 1ª classe                                                             | 4 anni            | - Assegnazione all'estero o al Ministero |
| Consigliere di legazione  | - Consigliere presso rappresentanza diplomatica - Console presso consolato generale di 1ª classe - Capo di consolato di 1ª classe                                                                                 | 4 anni            | - Ministero degli Esteri (2-3 anni) - Nuova destinazione all'estero (3-4 anni)                                                                                |
| Segretario di legazione   | - Primo segretario presso rappresentanza diplomatica - Capo di consolato - Console aggiunto presso consolato generale di 1ª classe - Console presso consolato generale                                            | 6 anni            | - Ministero degli Esteri (2-3 anni) - Prima assegnazione all'estero (3-4 anni) - Seconda assegnazione all'estero (3-4 anni) - Corso di aggiornamento (6 mesi) |
| Segretario di legazione   | - Secondo segretario presso rappresentanza diplomatica - Capo di vice consolato - Vice console presso consolato generale di 1ª classe, consolato generale o consolato                                             | 4 anni            | - Ministero degli Esteri (2-3 anni) - Prima assegnazione all'estero (3-4 anni) - Seconda assegnazione all'estero (3-4 anni) - Corso di aggiornamento (6 mesi) |
| Segretario di legazione   | - Unità formazione (in passato Istituto diplomatico) | 9 mesi (in prova) | Corso di formazione, in applicazione negli uffici ministeriali e in una sede all'estero                                                                       |

### Carriera in passato
| Grado abrogato                                                 | Grado in uso                     | Note                                       |
| -------------------------------------------------------------- | -------------------------------- | ------------------------------------------ |
| Ambasciatore                                                   | Ambasciatore                     | In uso.                                    |
| Inviato straordinario e Ministro plenipotenziario di 1ª classe | Ministro plenipotenziario        | Abolito con D.Lgs. 24 marzo 2000, n. 85.   |
| Inviato straordinario e Ministro plenipotenziario di 2ª classe | Ministro plenipotenziario        | Abolito con D.Lgs. 24 marzo 2000, n. 85.   |
| Consigliere di ambasciata                                      | Consigliere di ambasciata        | In uso.                                    |
| Consigliere di legazione                                       | Consigliere di legazione         | In uso.                                    |
| Primo segretario di legazione                                  | Segretario di legazione          | Abolito con D.Lgs. 24 marzo 2000, n. 85.   |
| Secondo segretario di legazione                                | Segretario di legazione          | Abolito con DPR 28 dicembre 1970, n. 1077. |
| Terzo segretario di legazione                                  | Segretario di legazione          | Abolito con DPR 28 dicembre 1970, n. 1077. |
| Addetto di legazione                                           | Segretario di legazione          | Abolito con DPR 28 dicembre 1970, n. 1077. |
| Volontario                                                     | Segretario di legazione in prova | Riformato con D.Lgs. 24 marzo 2000, n. 85. |

### Dati Statistici
Ogni anno il Ministero degli Affari Esteri e della Cooperazione pubblica l'annuario statistico  nel quale sono contenuti i dati relativi alle attività e alla composizione del personale in servizio.
| Grado                     | Numero presenti (2023) |
| ------------------------- | ---------------------- |
| Ambasciatore              | 27                     |
| Ministro plenipotenziario | 227                    |
| Consigliere di ambasciata | 275                    |
| Consigliere di legazione  | 191                    |
| Segretario di legazione   | 348                    |